# Herbert Stass

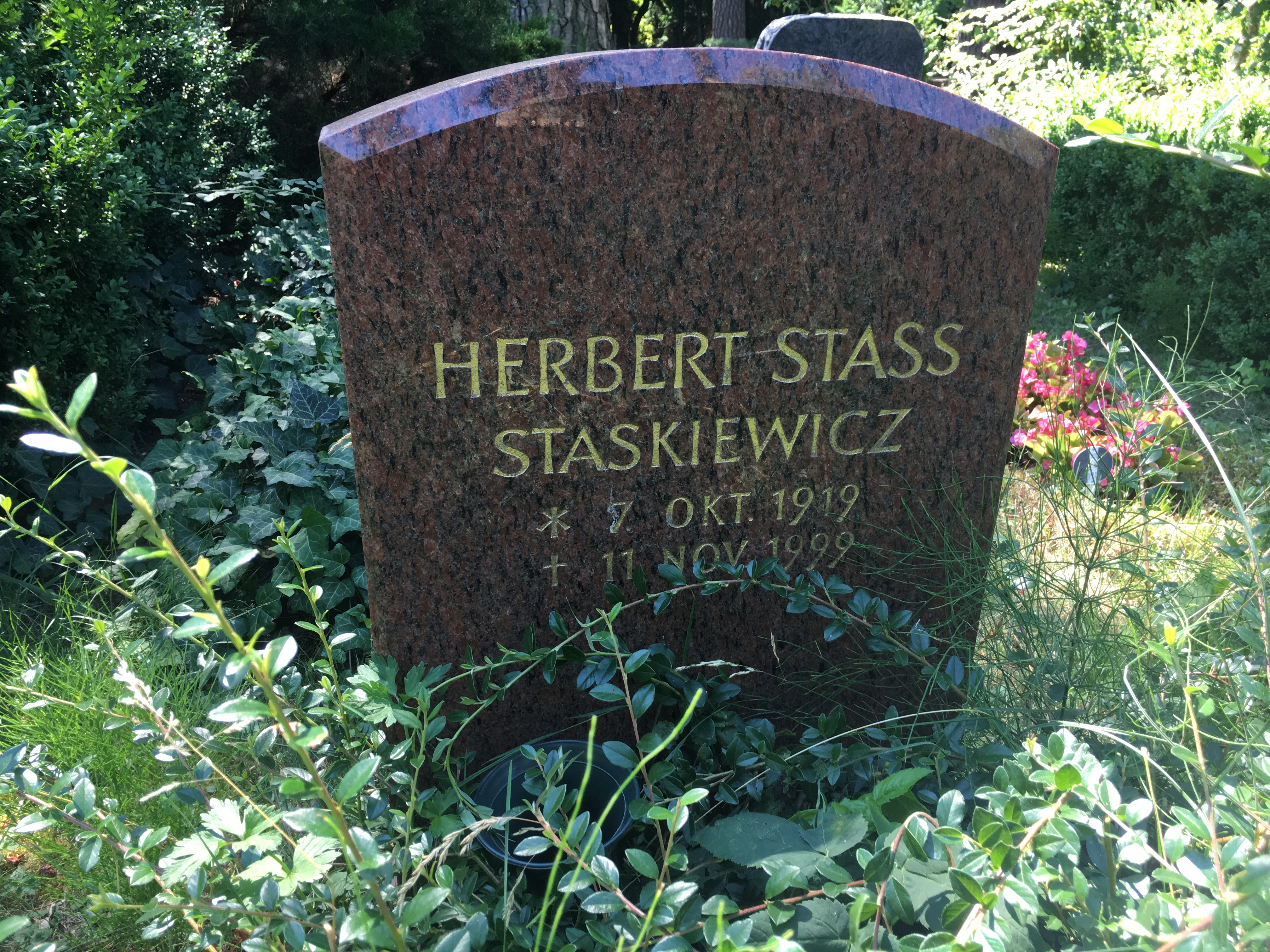
Grabstein von Herbert Stass

Herbert Franz Martin Stass (* 7. Oktober 1919 in Oebisfelde; † 11. November 1999 in Berlin; gebürtig Herbert Staskiewicz) war ein deutscher Schauspieler und Synchronsprecher.

## Leben
Herbert Stass wuchs in Berlin auf und besuchte später als Jugendlicher nach dem Realgymnasium die Reichersche Schauspielschule. Er debütierte als Lysander in Ein Sommernachtstraum am Reichenberger Stadttheater. Nach Ende des Zweiten Weltkrieges stand er 1946/47 und von 1949 bis 1951 am Hebbel-Theater auf der Bühne, später wechselte er zum Schillertheater, wo er bis 1962 arbeitete. Danach gastierte er als freischaffender Schauspieler an zahlreichen Spielstätten.
Ab den 1940er Jahren tauchte sein Name auch in Kinoproduktionen auf, zum Beispiel in … und über uns der Himmel (1947), Madeleine und der Legionär (1958), Der 20. Juli (1955), Der Unsichtbare (1963) oder Der Tod im roten Jaguar (1968).
Seit den 60er Jahren trat Stass immer häufiger im Fernsehen auf, wo er in den verschiedensten Rollen seine Vielseitigkeit unter Beweis stellte. So spielte er besonders in vielen Serien des deutschen Fernsehen mit, so etwa Tatort, Derrick, Der Kommissar, Ein Fall für Zwei, Der Alte, Der Fahnder, SOKO 5113, Wolffs Revier oder Die Männer vom K3. Für den Fernsehfilm Interview mit Herbert K. (1970) erhielt er den Grimme-Preis.
Neben der Tätigkeit als Schauspieler war Stass auch ein beliebter Synchronsprecher, der Berühmtheiten wie Frank Sinatra, Clint Eastwood, Tony Curtis, Roger Moore, Dirk Bogarde, Dustin Hoffman oder Yves Montand seine Stimme lieh. Außerdem war er die erste Synchronstimme der Winnetou-Figur, verkörpert von Pierre Brice in dem Film Der Schatz im Silbersee.
Er war auch ein vielbeschäftigter Hörspielsprecher. So sprach er u. a. im letzten Paul-Temple-Mehrteiler des WDRs 1968 den Inspektor Crane in Paul Temple und der Fall Alex. Zu seinen Partnern gehörten beispielsweise Paul Klinger, Margot Leonard und Kurt Lieck.
Herbert Stass starb im Alter von 80 Jahren. Seine letzte Ruhestätte fand er auf dem Waldfriedhof Dahlem im Berliner Bezirk Steglitz-Zehlendorf. Mittlerweile ist das komplette Grabfeld geräumt worden.

## Filmografie

### Schauspieler
- 1947: … und über uns der Himmel
- 1950: Die Treppe
- 1955: Der 20. Juli
- 1957: Romeo und Julia in Berlin
- 1958: Madeleine und der Legionär
- 1961: Vorsätzlich
- 1962: Die Revolution entläßt ihre Kinder
- 1962: Stück für Stück
- 1963: Jahre danach
- 1963: Der Unsichtbare
- 1963: Der Tod des Handlungsreisenden
- 1963: Die Entscheidung
- 1964: Die Gardine
- 1964: Die Gerechten
- 1964: Tote ohne Begräbnis
- 1964: Sergeant Dower muß sterben
- 1965: Kandidat Cormoran
- 1965: Mariana Pineda
- 1965: Acht Stunden Zeit
- 1966: Endkampf
- 1966: Das Fahrrad
- 1966: Rasputin
- 1966: Der Mann aus Melbourne
- 1966: Der gute Mensch von Sezuan
- 1966: Judith
- 1966: Das heilige Experiment
- 1966: Das Quiller-Memorandum – Gefahr aus dem Dunkel (The Quiller Memorandum)
- 1967: Hochspannung
- 1967: Keine Angst vor Kolibris
- 1967: Reisepläne (Serie Liebesgeschichten)
- 1967: Die Flucht nach Holland
- 1967: Das ausgefüllte Leben des Alexander Dubronski
- 1968: Der Auftrag
- 1968: Der Tod im roten Jaguar
- 1969: Der Fall Liebknecht-Luxemburg
- 1970: Wie ein Träne im Ozean
- 1970: Interview mit Herbert K. (Adolf-Grimme-Preis in Gold)
- 1970: Eine große Familie
- 1970: Schlagzeile: Mord (Serie Dem Täter auf der Spur)
- 1971: Recht oder Unrecht – Der Fall Meinberg (Serie)
- 1972: Die Pueblo-Affaire
- 1972: Viola und Sebastian
- 1973: Gefährliche Partnerschaft (Serie Okay S.I.R.)
- 1973: Die Kriminalerzählung (Serie)
- 1974: Der Flugkapitän (Serie Unter einem Dach)
- 1974: Eiger (Mehrteiler)
- 1975: Die unfreiwilligen Reisen des Moritz August Benjowski (Mehrteiler)
- 1975: Im Werk notiert (Serie)
- 1975: Der Alte (Fernsehfilm)
- 1975: Sie kommen aus Agarthi (Serie)
- 1975: Eine ganz gewöhnliche Geschichte (Serie)
- 1975: Des Christoffel von Grimmelshausen abenteuerlicher Simplizissimus (Mehrteiler)
- 1975: Tatort: Die Rechnung wird nachgereicht
- 1979: Beate S. – Geschichte einer Zwanzigjährigen (Mehrteiler)
- 1979: Die Buddenbrooks (Mehrteiler)
- 1979: Derrick: Anschlag auf Bruno
- 1979: Die Protokolle des Herrn M.: Der letzte Schuss
- 1979: Tatort: Ein Schuß zuviel
- 1980: Musik auf dem Lande
- 1980: Die Weber
- 1980: Johannes (Mehrteiler)
- 1981: Der Bruch (Serie Achtung Zoll!)
- 1981: Familientag
- 1981: Tatort: Im Fadenkreuz
- 1982: Der kleine Bruder
- 1982: Es muß nicht immer Mord sein (Serie)
- 1982: Leben im Winter
- 1983: Wer raucht die letzte?
- 1983: Martin Luther
- 1983: Satan ist auf Gottes Seite
- 1984: Ein Fall für zwei (Fernsehserie, Folgen 27–29, Episode: Morgengrauen)
- 1984: Tod eines Schaustellers
- 1984: Die schöne Wilhelmine (Serie, 3 Folgen)
- 1985: In Amt und Würden
- 1985: Die Krimistunde (Fernsehserie, Folge 14, Episode: "Der Mühe Lohn")
- 1985: Derrick: Kranzniederlegung
- 1986: Geschichten aus der Heimat (Fernsehserie) Episode: Klassentreffen
- 1986: Der Alte: Das Attentat
- 1986: Sperrstunde (Serie Der Fahnder)
- 1986: Um jeden Preis (Serie Auf Achse)
- 1987: Wallenstein (Dreiteiler)
- 1988: Der Geisterwald oder Des Raben Rache (Mehrteiler)
- 1988: Die Fehler der anderen (Serie Liebling Kreuzberg)
- 1989: Nichts geht mehr (Serie SOKO 5113)
- 1992: Endspiel (Serie Der Fahnder)
- 1992: Mord hat Vorrang (Serie Wolffs Revier)
- 1994: Der Havelkaiser (Serie, 2 Folgen)
- 1997: Zwischen den Feuern
- 1997: Zu viele Verdächtige (Serie Die Männer vom K3)
- 1998: Letzte Chance für Harry
- 1999: Der Killer (Serie Wolffs Revier)
- 2000: Auge um Auge (Serie Dr. Sommerfeld – Neues vom Bülowbogen)

### Synchronsprecher
- 1939: Für Humphrey Bogart in Zwölf Monate Bewährungsfrist als Chuck Martin
- 1949: Für Robert Flemyng in Verschwörer als Captain Hugh Ladholme (Synchro 1959)
- 1959: Für Tony Curtis in Zwei in einem Zimmer als Pete Hammond Jr.
- 1955: Für Farley Granger in Der Fremde im Zug als Guy Haines
- 1960: Für John Saxon in Denen man nicht vergibt als Johnny Portugal
- 1961: Für Red Buttons in Hatari! als Pockets
- 1962: Für Red Buttons in Der längste Tag als John Steele
- 1965: Für Tom Nardini in Cat Ballou – Hängen sollst du in Wyoming als Jackie Two-Bears
- 1969: Für Jaime Sánchez in The Wild Bunch – Sie kannten kein Gesetz als Angel
- 1978: Für Fritz Weaver in Holocaust – Die Geschichte der Familie Weiß
- 1979: Für Mario Donatone in Der Superbulle jagt den Ripper als Sabatucci
- 1980: Für Marc Lawrence in Der Supercop als Torpedo
- 1984: Für Luke Askew in Hart aber herzlich als Barney Steele
- 1988: Für Léo Campion in Die Vorleserin als Großvater
- 1989: Für Ted Manson in Matlock als Ed Tucker (Fernsehserie)

## Hörspiele
- 1954: Johannes Hendrich: Zonengrenzbus Helmstedt (Horst) – Regie: Karl Metzner (RIAS Berlin)
- 1959: Mischa Mleinek: Der König ist tot (Leutnant der Kripo) – Regie: Curt Goetz-Pflug (Kriminalhörspiel – SFB)
- 1966: Juliu Edliss: Abel, wo ist dein Bruder? (Ich) – Regie: Horst Loebe (Hörspiel – BR/HR/ORF)
- 1968: Michel Déon: Ariadne auf Naxos (Dionysos) – Regie: Hans Bernd Müller (Hörspiel – RB)
- 1972: Hubert Fichte: Also ... - Monolog eines sechzigjährigen Angestellten – Regie: Klaus Mehrländer (Hörspiel – WDR)
- 1991: Marina Zwetajewa: Casanovas Ende (Casanova) – Regie: Otto Düben (Hörspiel – SDR)
- 1992: Bernd Schirmer: Bruderherz (Artur Hernstadt) – Regie: Christoph Dietrich (Hörspiel – SFB)
- 1992: Bernd Schirmer: Alle haben es gewußt (Sonntagsgäste Folge 4) (Artur Hernstadt) – Regie: Peter Groeger (Hörspiel – SFB)
- 1992: Bernd Schirmer: ... und plötzlich hast Du ein Pferd (Sonntagsgäste Folge 10) (Artur Hernstadt) – Regie: Christoph Dietrich (Hörspiel – SFB)
- 1995: Waldtraut Lewin: Das Geheimnis des persischen Sklaven – Regie: Christoph Dietrich (Kriminalhörspiel - SFB/ORB)

- 1970: Adolf-Grimme-Preis für Interview mit Herbert K.